# البلنگ
البلنگ (به انگلیسی Elbląg) (به آلمانی Elbing) شهری در شمال لهستان است.این شهر طبق آمارگیری سال ۲۰۰۶ دارای ۱۲۷۸۹۲ نفر است.

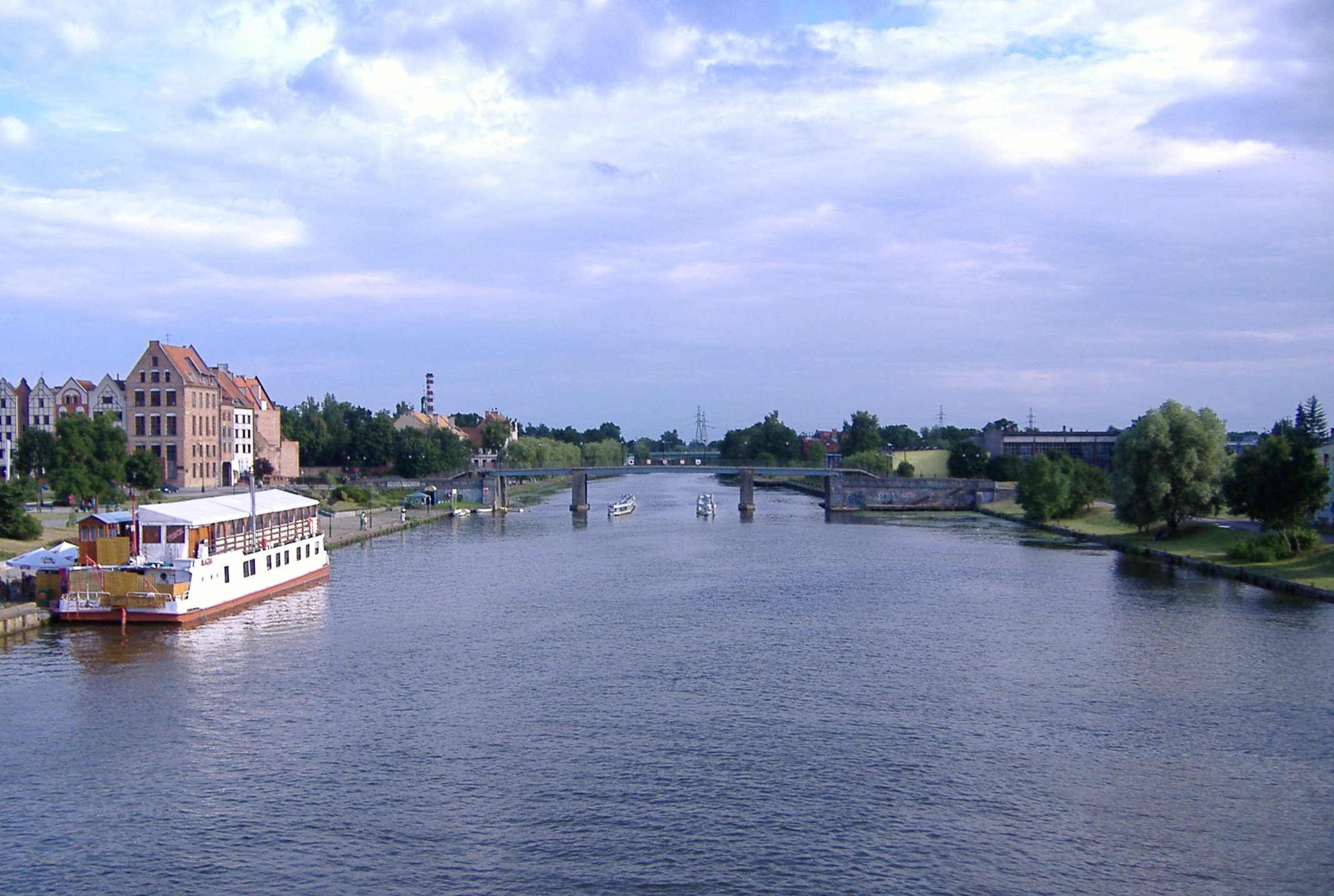

وبگاه رسمی:

## نگارخانه

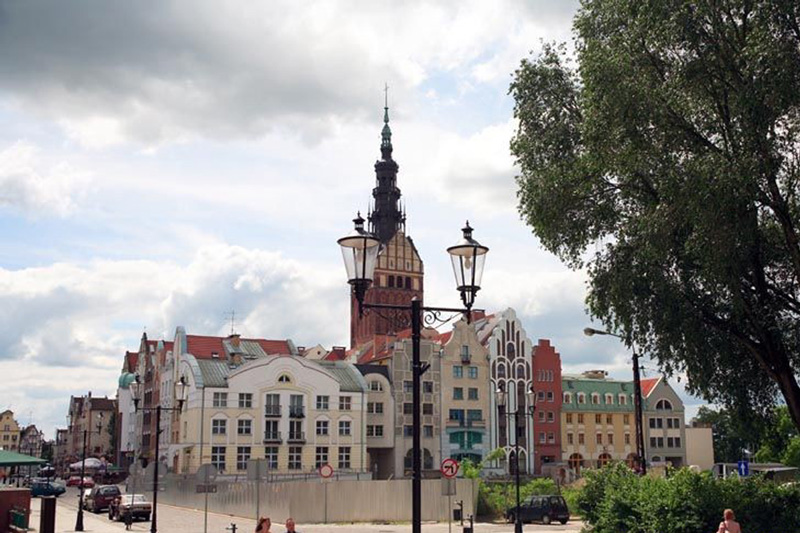
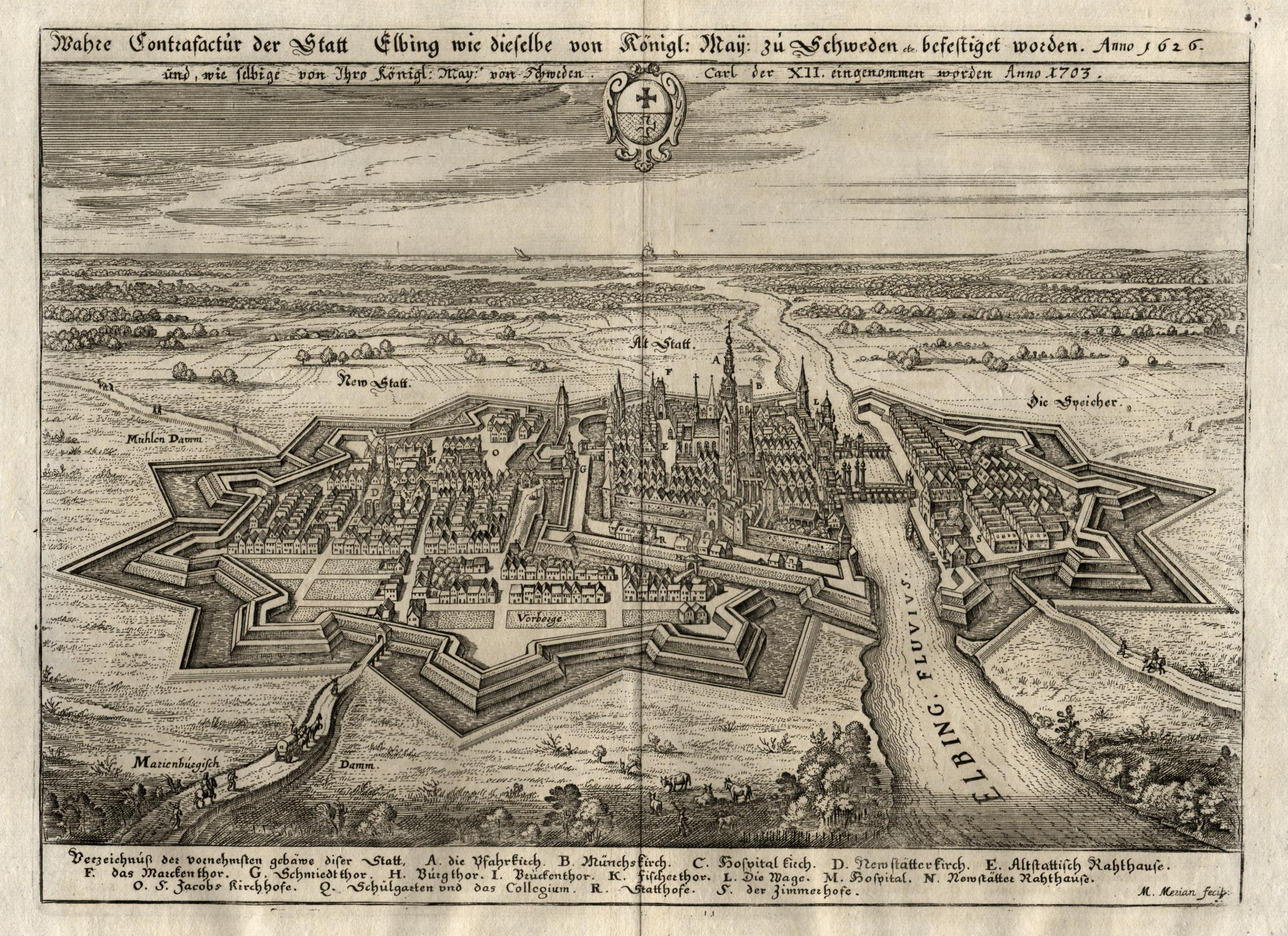
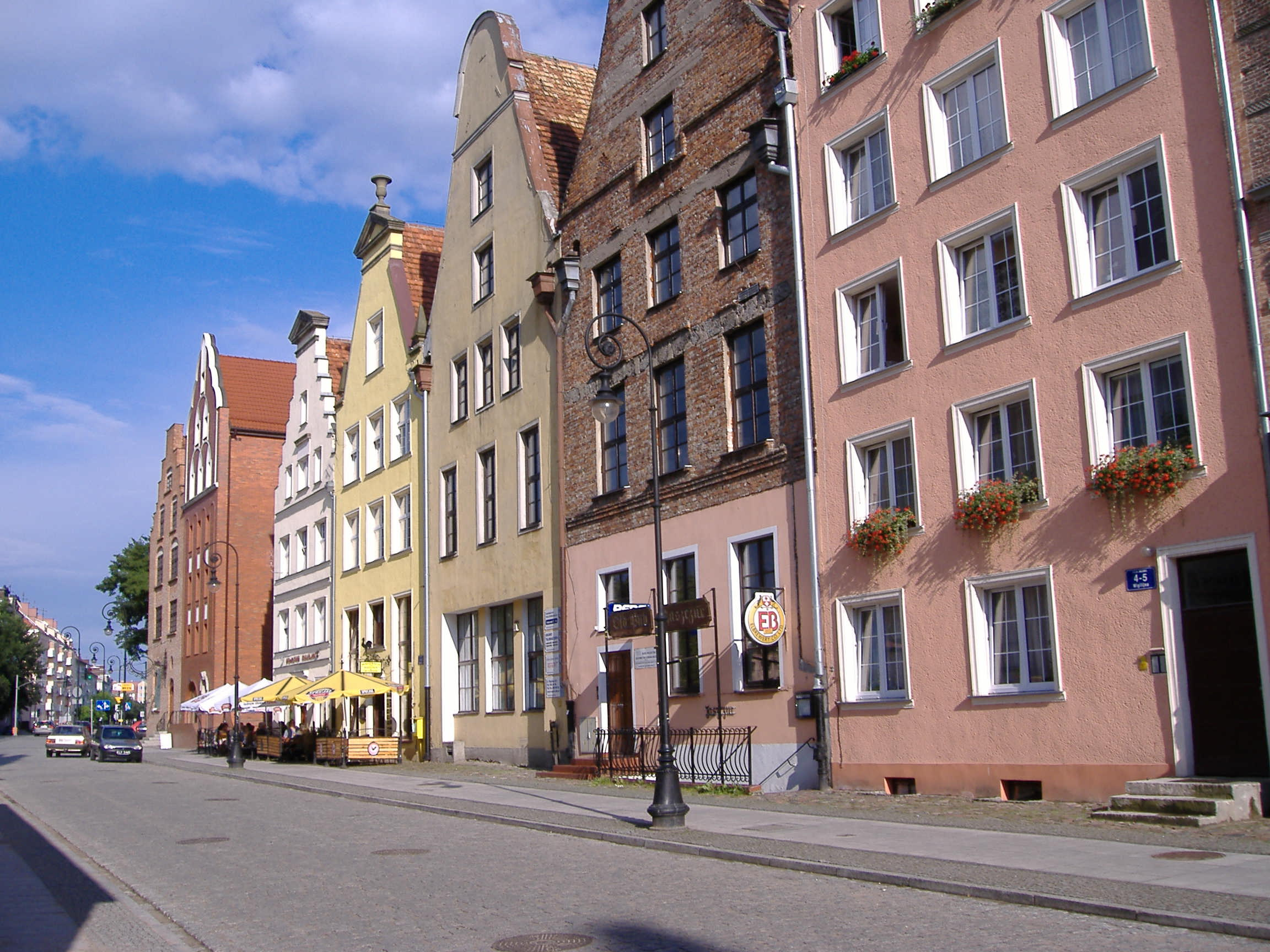
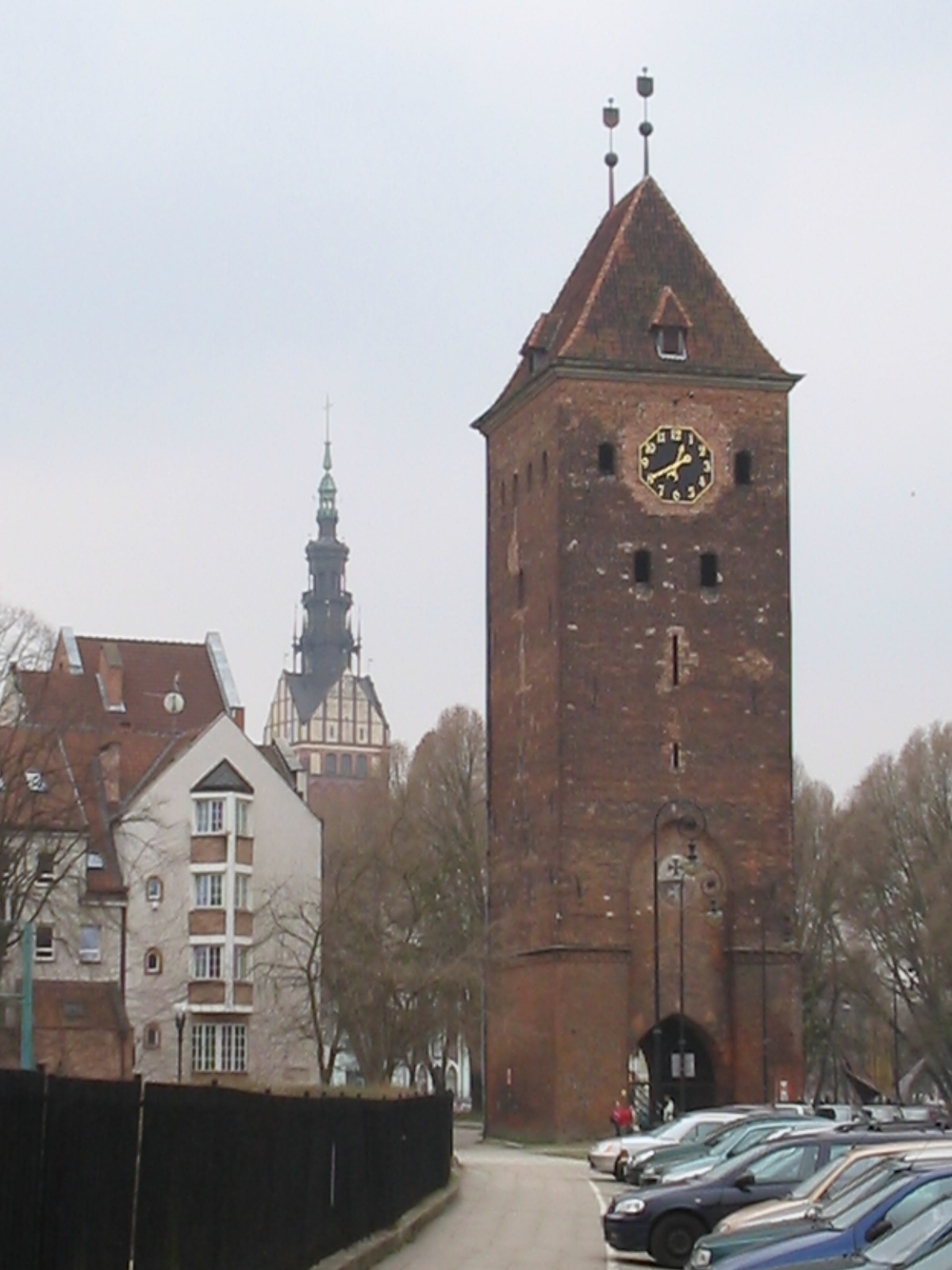